# 2021年緬甸軍事政變
2021年2月1日凌晨，缅甸国防军發動軍事政變，推翻在2020年缅甸议会选举中赢得选举的全国民主联盟政府。政变发生的数小时后，缅甸国防军宣布缅甸进入为期一年的紧急状态，并表示权力已移交给缅甸国防军总司令敏昂莱及其成立的軍政府；同时拘捕了缅甸国务资政昂山素季、总统温敏，中央政府内阁成员和14个省邦领导人。随后，缅甸全国爆发了反对军事政变的示威，要求釋放被捕領導人及承認選舉結果，而缅甸军方及警察则对示威者采取直接枪杀等手段镇压示威活动。截至2024年3月1日，共有約8,000人因此次军事政变遭到军警杀害，其中包括至少570名年龄小于18岁的未成年人。示威活動隨後演變成民族团结政府（NUG）與軍政府的軍事衝突。

## 政治背景
自1962年緬甸軍事政變以来，缅甸一直处於緬甸軍政府统治之下。1990年緬甸議會選舉，昂山素季领导的全国民主联盟取得压倒性胜利，但军政府拒绝政權轉移，并将昂山素季软禁。2011年至2015年，缅甸民主改革展開，2015年緬甸議會選舉全國民主聯盟再度获胜，然而军方仍然保留大量統治权力，包括直接任命緬甸四分之一联邦议会议员之權。

### 緬甸議會選舉
2021年政变的3个月前，全國民主聯盟於2020年緬甸議會選舉中，赢得了476个席位中的396席，与2015年相比赢得了更多的席位。另一方面，军方掌控之政党联邦巩固与发展党只赢得33席，軍方对选举结果提出質疑，声称其存在詐欺與選舉舞弊。2021年1月26日，缅甸军方发言人苏敏敦二度呼吁选举委员会提供最终选民名单以供核对，同时暗示如不解决選舉违规爭議，「无法说不会发动（军事政变）」，引發国内民众、政客和外国政要担忧。隔日，缅甸国防军总司令敏昂来在一场视频会议上提出废除宪法的可能性，并表示：「2008年版《緬甸憲法》是缅甸国家宪法的母法，我们需要严格地遵守国家宪法。如果不遵守、不尊重国家宪法，就需要废除现有的宪法，就算是治国的母法也需要废除。」。2021年1月28日，缅甸联邦选举委员会否认军方的舞弊指控。同日联合国秘书长安东尼奥·古特雷斯表示对缅甸局势「高度关注」，敦促缅甸各方停止任何形式的煽动或挑衅，應展现领导力并遵守民主准则，尊重11月8日大选的结果。 此后，昂山素季与军方进行长达72小时的交涉，但最终谈判破裂。

## 過程
2021年1月29日，澳大利亚、加拿大和欧洲联盟等12个駐缅甸的外交使团发表联合声明，警告缅甸将发生军事政变，同时敦促军方「遵守民主规范」，并反对任何改变选举结果的企图。1月30日，缅甸军方及联邦巩固与发展党上千名支持者在仰光的不同地方游行，他们举着「抗议来自美国的干涉」等标语反对外国干扰缅甸内政，并支持军方调查选举舞弊的指控。1月31日，缅甸军方否認外国使团的聲明。

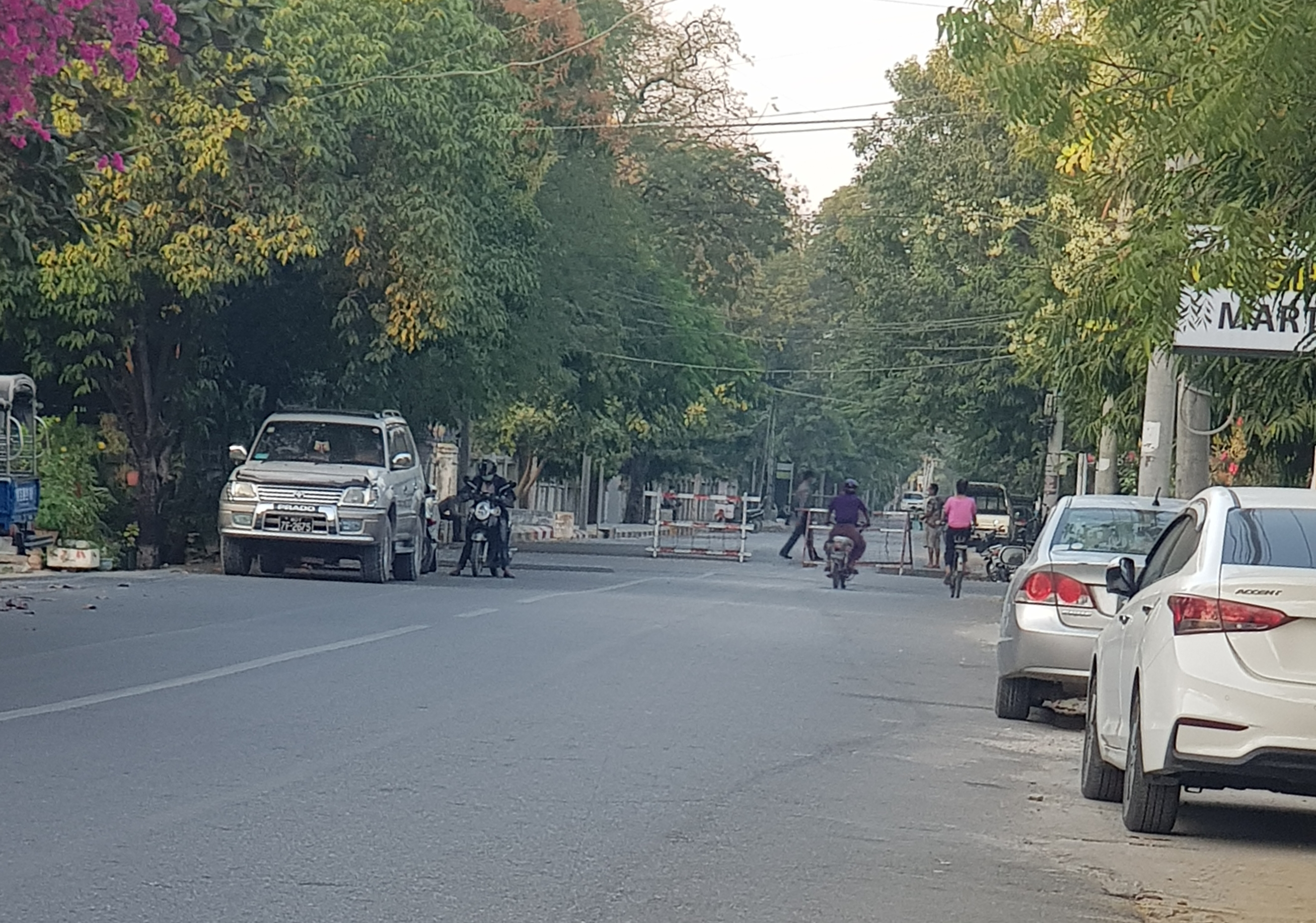
軍隊封鎖了曼德勒地區政府辦公室

2021年2月1日，全國民主聯盟發言人妙纽（Myo Nyunt）向路透社表示，昂山素季、温敏、韩达敏等該黨的领导人，在當天清晨軍方發動的突袭行動中被带走，他预计自己很快也会被拘留。另外，通往緬甸首都内比都的电话线已无法使用；国营电视台缅甸广播电视台表示，由于技术问题，暫停播出節目。同時從當天从凌晨3点开始，緬甸全國出現主要互联网斷網的情況，只有较小的互联网服务（如5BB、Myanmar Net和Fortune）還在运行。内比都和緬甸主要城市仰光的街頭開始有士兵出沒。缅甸军方還接管了緬甸多个省邦议会，此外军方還审查自2020年11月大选以来选民名单上的违规行为。
2021年2月1日早上，根据军方电视台的消息，缅甸总统府宣布将权力移交给国防军总司令敏昂来，副总统敏瑞担任临时总统。缅甸国防军还宣布，将根据《憲法》实施为期一年的紧急状态。待到緊急狀態結束後，緬甸將重新舉行選舉，国家權力歸還給選舉產生的執政黨。

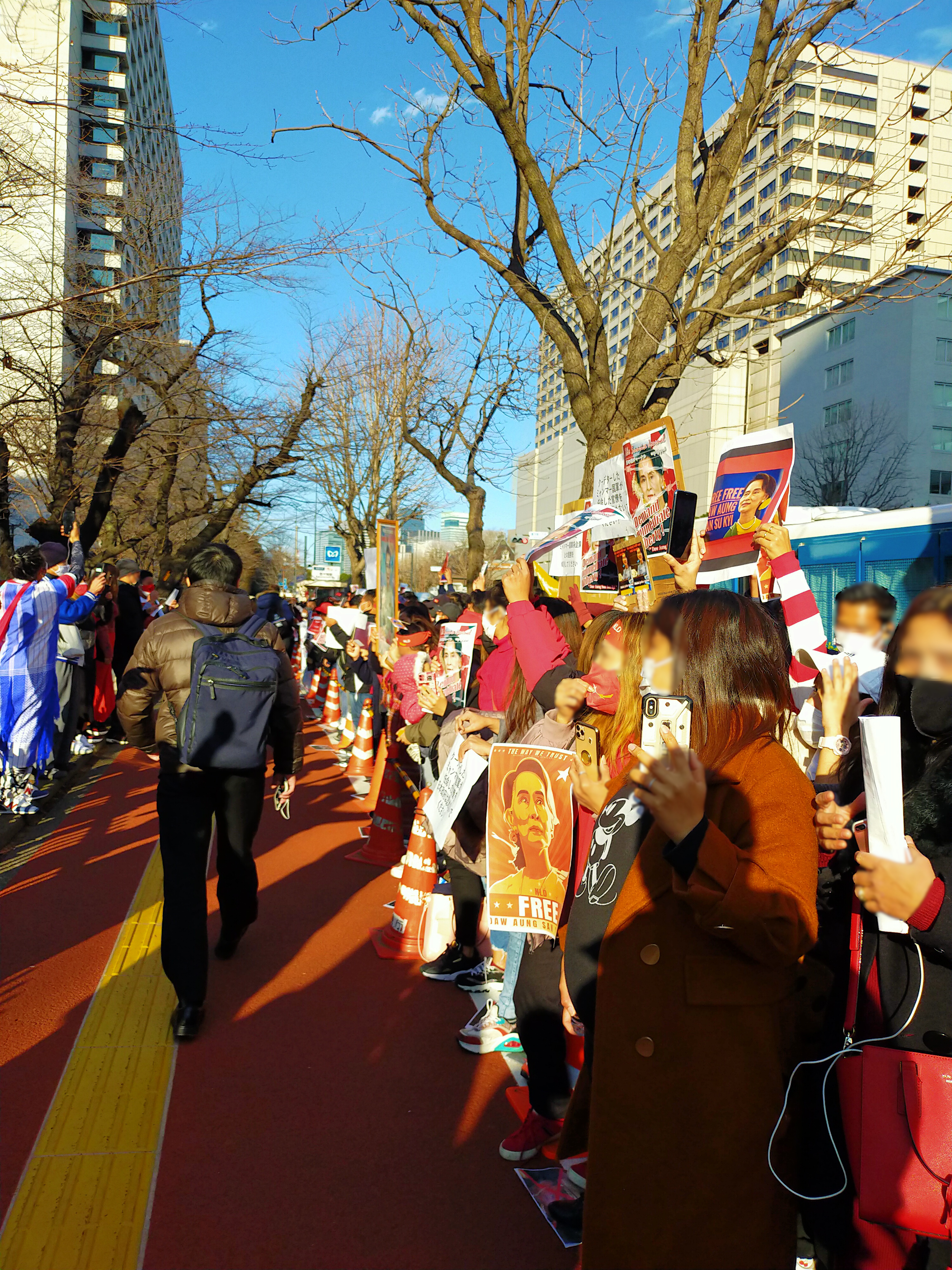
2月3日，居住在日本的缅甸国民在日本外务省前抗议在缅甸的军事政变，并呼吁释放被拘留的领导人昂山素季。

同日，缅甸军方接管政权后，缅甸卫生部长敏兑在Facebook上宣布辞职，并告知在三天后要离开内比都。同时，教育部长妙丹枝、新闻部长贝敏和交通部长丹津芒也被告知要在三天内撤离内比都。當日晚，緬甸軍方宣布对缅甸政府进行大规模改组，11个中央政府部门的部长被替换，19个中央政府部门的24名副部长被解职。緬甸軍方還扣押缅甸各省邦首席部长和议员，不過這些地方官員和議員2月2日陸續獲释並被軟禁在家中。
2月2日，軍方組建缅甸国家管理委员会統治國家，由缅甸国防军總司令敏昂來大將擔任主席，副司令梭溫副大將擔任副主席。同時軍方還組建联邦选举委员会。2月3日，缅甸军方在内比都泽布迪瑞法院起诉温敏和昂山素季。
2月5日，全国民主联盟社交媒体账号实际运营人，全国民主联盟中央执委、发言人温腾被军方扣押。2月6日，緬甸軍方逮捕昂山素季的澳大利亚籍经济顾问特尼尔(Sean Turnell)，这是2021年缅甸政變军方逮捕的第一位已知的外籍人员。
2月8日，缅甸国防军总司令敏昂莱发表全国电视讲话。敏昂莱表示将重新举行选举并将权力交给获胜者。
2月9日，缅甸军方进入全国民主联盟位於仰光的总部進行搜查。同日，缅甸国务资政府部部长吴觉丁瑞被军方逮捕。2月22日，缅甸内政部宣布正式撤销缅甸国务资政府部。
2月26日，缅甸军方改组的缅甸联邦选举委员会宣布2020年緬甸議會選舉结果作废。同日，缅甸常驻联合国代表觉莫吞在联大发言時呼籲国际社会譴責缅甸军人政变。2月28日，緬甸軍政府控制的缅甸外交部向联合国發送信函，表示緬甸驻联合国副代表丁貌奈(Tin Maung Naing)被任命为临时代办，觉莫吞已非緬甸常駐聯合國代表。3月1日，觉莫吞也向聯合國發送信函是，表明自己是缅甸民主政府任命的合法常驻联合国代表。在国内局势不断升温且出现大量因使用不必要武力造成的人员伤亡的情况下，联合国驻缅甸特使布尔根纳尝试与军方高层梭温进行沟通，并警告军政府可能在国际上遭到孤立，而部分国家也将采取强有力措施以针对这场政变，但得到“我们已习惯制裁，而我们也幸存了下来”与“我们将不得不学着如何只与少量的盟友为伴”的答复。
3月7日，有一名全国民主联盟的官员在羁押期间死亡。
軍方奪取政權後，遭罢黜的缅甸国会议员组建“缅甸联邦议会代表委员会”，並任命缅甸前国会议长曼温凯丹擔任臨時領導人。
4月7日，緬甸駐英大使覺扎敏因支持昂山素季，被其他緬甸駐英職員鎖在大使館外而不得進入。緬甸軍政府宣佈副大使奇溫（Chit Win）以臨時代辦的身份接管大使館。隨後英國政府證實覺扎敏已被解除大使職務，並對其無法進入大使館予以譴責，英方願意提供庇護。
4月16日，缅甸联邦议会代表委员会宣布成立民族团结政府，由仍舊被緬甸軍政府扣押的温敏擔任总统，昂山素季擔任国务资政。
4月24日，东盟领导人缅甸问题特别会议在印度尼西亚雅加达开幕。敏昂萊親自出席。
7月26日，缅甸联邦选举委员会发布公告表示经审查发现2020年緬甸議會選舉不合法、不公正，废除此次选举结果。
8月1日，缅甸国家管理委员会发布命令，将其改组为看守政府，原国家管理委员会主席敏昂莱担任国家总理；緊急狀態延伸至2023年。当日敏昂莱发表电视讲话时表示会于2023年底举行大选。
2023年2月1日，緬甸軍方決定再延長國家緊急狀態六個月。2024年7月31日，軍政府將國家緊急狀態再延長六個月。
2025年3月8日，緬甸軍方表示，計劃在2025年12月或最早在2026年1月舉行選舉，稱有53個政黨已提交參選的名單，並邀請來自白俄羅斯的觀察小組前來觀察。

## 互联网封锁
2021年2月1日缅甸军方夺取政权之后，缅甸的互联网与电话通讯都遭遇严重不稳的不明断讯。根据网络安全与监察组织NetBlocks的说法，互联网中断始于缅甸当地时间凌晨3点左右，缅甸全国网络连接率降至正常水平的75％，之后到了上午8点降至大约50％。2月2日，缅甸新闻部发表声明，指示人民不要在社交媒体上散布谣言和发表可能引起动荡的言论，引起缅甸将封锁互联网的担忧。
2月3日，缅甸运输和通信部（MoTC）向移动通信运营商、国际网络与互联网服务提供商发布指令，将中断Facebook的服务直到2月7日，理由是防止人们利用Facebook散布虚假新闻和错误信息，该命令于2月4日正式生效。对于缅甸5,300万人口中有一半使用Facebook来说，Facebook已是缅甸互联网的代名词。尽管被下达了封锁指令，但人们依然可以访问Facebook，只是连接速度很慢，一些人则使用VPN来规避网络迟滞。挪威电信公司（Telenor）之后对外表示：「缅甸所有移动运营商，国际网络和互联网服务提供商均于2021年2月5日收到缅甸运输和通信部（MoTC）的进一步的封锁指令」。2月5日，缅甸运输和通信部扩大限制范围，宣布禁止访问Twitter、Facebook Messenger，Instagram和WhatsApp的服务。
2月6日，MoTC命令电信运营商停止提供移动和固定线路数据服务，以阻止社交媒体平台Facebook的网络服务。网络安全与监察组织NetBlocks声称截至下午2点，缅甸的互联网连接率降至正常水平的16％。挪威电信表示，MoTC的指令虽然在缅甸《电讯法》中具有法律效力，但也强调了该指令与国际人权法产生矛盾。Telenor表示严重关注缅甸的这一发展，并强调应始终保持通信服务获得的言论自由，亦声时会继续与缅甸当局保持沟通，以积极寻求尽快恢复对互联网的访问。同日，英国驻缅甸大使馆对缅甸关闭互联网表示关注。并在推特上声明：「英国已经明确表示，不得将紧急状态作为用来打击民主自由的烟幕。我们敦促军方不要破坏通讯或言论自由。」美国大使馆对此表示赞同和声明：「我们再次呼吁军方放弃权力，恢复民主选举产生的政府，释放被拘留者，解除所有电信限制，避免暴力。」日本驻缅甸大使馆通知缅甸国民，新的网络封锁将于2月6日上午9点开始。
2月7日，緬甸的部分網絡開始恢復。2月14日，緬甸再次出現斷網情況。作為報復，2月18日，多个与緬甸政府、军方有关的网站遭遇骇客袭击。同一天，維基百科等维基媒体基金会的網站遭到封锁。2月21日，Facebook删除了缅甸军方网站的主页。
3月15日起，緬甸全國无限期关闭移动通信网络，仅保留通话和短信功能。挪威電信在其官方网页上架了“Nationwide network status in Myanmar”，意思为缅甸境内网络的状态（最新已更改为：“Fixed/ Fixed Wireless and Enterprise services running as normal. Mobile internet unavailable”，即缅甸境内的蜂窝移动网络全部无法使用，而寬帶上网和企业服务不受影响。）同时，挪威電信官方也发布推文表示缅甸境内的移动蜂窝网络将无限期关闭。
同样于3月15日起，缅甸某媒体表示缅甸运输和通信部下令3月18日起关闭全国FTTH / WiFi服务.
根据NetBlocks的检测，缅甸境内的移动蜂窝网络已于3月15日彻底关闭无法使用，同时，Netblocks指出，部分公共WiFi于3月18日停止运作，互联网平台如臉書和 Instagram 从2月开始被阻断
军政府要求缅甸多家電信運營商於4月2日起中断无线上网服务。

## 反應

### 民間反應
政变发生后，缅甸银行联合会（英語：Myanmar Banks Association）商讨后作出声明，表示由于网络通讯受到影响，及保护员工安全的考虑，所有成员商业银行所有业务自2月1日起暂时停止，若明日通讯状况改善将允许各成员决定重新营业。又由于对动荡局势的担忧，在仰光等地的自動櫃員機出现了排队提款潮。2月2日，多数银行恢复营业。3月1日，缅甸中央银行宣布，“为促进向数字经济的转型发展”，任何个人将只能从银行账户中支取最多200万缅元现金（约），而自动柜员机的每日提款限额也从原先的100万缅元减半，一天之内最多只能提取50万缅元现金。
出于对缅甸军方借口升级管控的担忧，缅甸民众多以和平而分散的公民不服從运动表达对军方的抗议。2月2日，仰光、内比都和曼德勒的四十多间医院的医护人员發起罷工，抗議軍方發動軍事政變。2日深夜，仰光民众通过敲击铁锅等传统上用响声来驱邪的方式来表达对政变的不满，这种方式也在之后各地的抗议活动中出现。此外，出自《饥饿游戏》的三指手势和紅絲帶也被广泛采用为表示抗议的符号。
2月4日，缅甸首都内比都出现亲军方游行。
由于反对政变的民众多使用社交媒体宣泄对缅甸军政府的不满，缅甸軍政府2月3日宣布禁止國民使用社交網站Facebook至2月7日（包括Messenger、Instagram和WhatsApp）。抗议民众隨即转战Twitter，话题“#我们必须民主”和出自昂山素季的名句“#在恐怖中自由”登上流行趋势，此后，Twitter在缅甸的服务也遭到中断，这间接导致了街头示威活动的出现，2月5日，有反政变的民众在缅甸各大城市聚集游行，整体氛围和平，但有多人被捕。

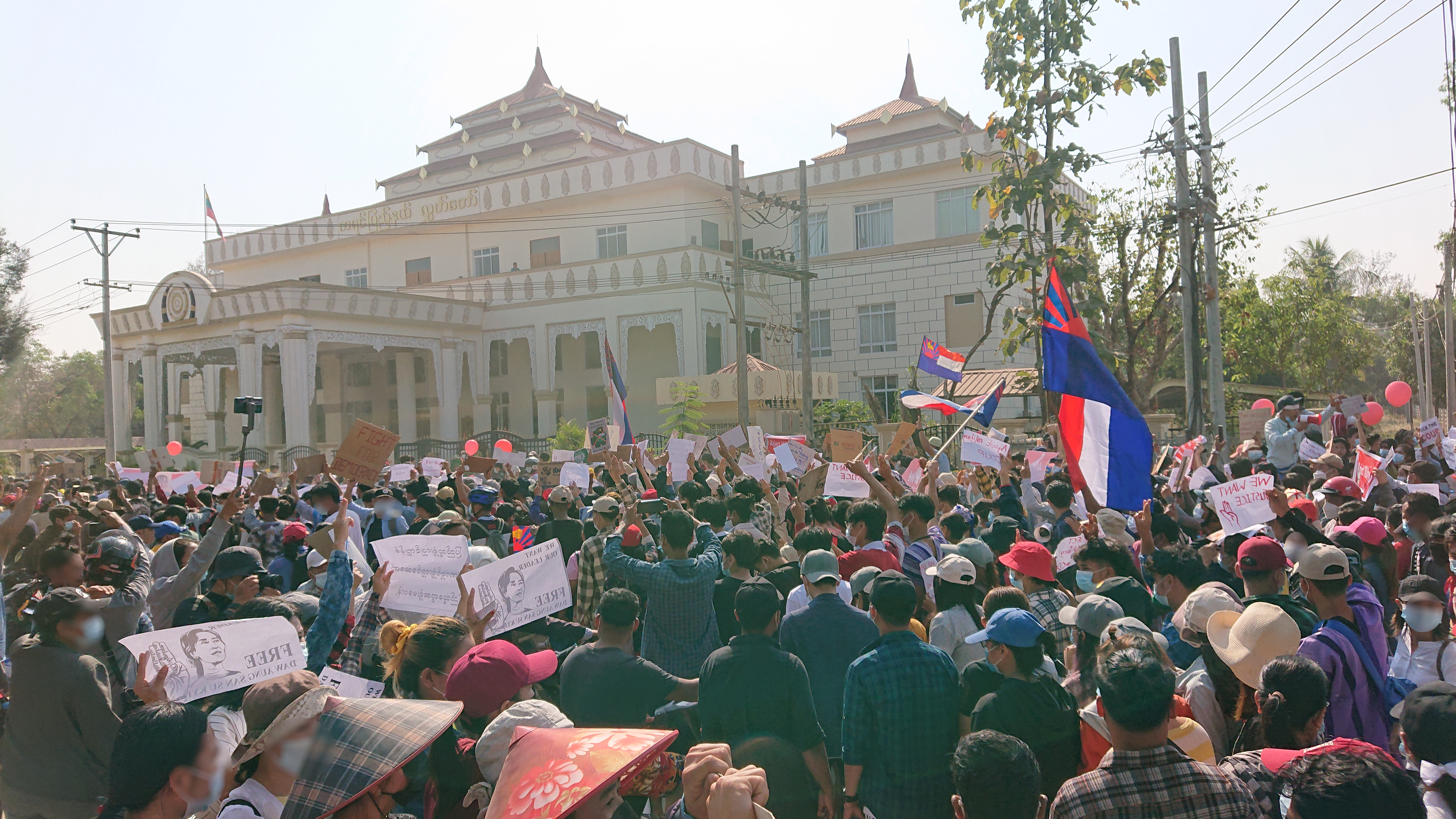
2021年2月9日，克倫邦帕安县克伦邦立法会外聚集的抗议民众

2月7日，仰光出現反对军方夺权、要求释放昂山素季的数万人抗议活动。这是2007年缅甸境内爆发反对军人统治的抗议以来最大规模的抗议游行活动。2月9日奈比多的抗議活動有3人被橡膠子彈射傷。2月10日，内比都有数百名公职人员加入抗議活動。2月11日，上千名缅甸反政变示威者在中国驻緬甸大使馆前示威，要求中國當局停止支持緬甸军方。2月14日，缅甸安全部队在克钦邦一个发电厂向示威群眾開火。2月17日，仰光爆發政變發生以來最大規模的民眾對軍政府的抗議。
2月19日，緬甸出現首位死亡的抗議者，該抗議者於2月9日在内比都的一场抗议活动中遭到枪击，在送醫搶救10天後傷重不治。2月21日，在曼德勒发生的反对军方抗议示威游行中，又有2人遭枪击身亡。2月28日，緬甸軍方在多个城市向示威者开枪，造成至少18人死亡。其中一名示威者在仰光赫勒丹（Hledan）路口被警察以实弹击中后被其他示威者抬走送去医院的视频在网路社群上流传引起热议。当地的民众自发到出事的地点献花哀悼后，有人从高处拍到军警人员在哀悼处撒尿。尽管军方在3月2日下令安全部队在应对示威者时不要使用实弹，但是在3月3日缅甸全国对示威活动的镇压中，至少38位群众死亡，联合国安全特使称之为示威爆发以来“最血腥的一天”。3月13日，12名抗議者被殺死。
3月14日，因抗議中華人民共和國不同意譴責緬甸軍政府的政變行為，位於仰光萊達雅區的两家中资服装厂遭縱火，隨後缅甸军方杀死22名示威者。在缅甸其他地区，有16名抗议者以及1名警察被杀。缅甸华商也公布十几间被遭縱火破坏中资工厂名单。當天緬甸全國共有39人死亡，晚间，缅甸国家管理委员会宣布仰光部分地区实施军事管制。截至15日中午，32家中资工厂受损，两名中国员工受伤，财产损失约2.4亿人民币。緬甸台商製鞋廠昌億鞋業也受到波及，但無人受傷。3月20日，有8人在曼德勒的反軍方抗議中喪生。3月27日，緬甸民眾於建軍節在仰光和曼德勒多個城市上街示威，軍隊武力鎮壓，造成至少114人死亡，遇難者包括兒童。

### 國際反應

各國對政變之回應。
中國、俄羅斯與越南爲時任聯合國安全理事會成員國，但自國表態與聯合國安理會聲明態度有別，因此標上雙色。
緬甸
譴責政變
深度關切
中立
未表態

2021年2月1日发生政变后，多個國家和国际组织對政變表示關注，並呼籲政府與軍方之間進行對話來解決問題。

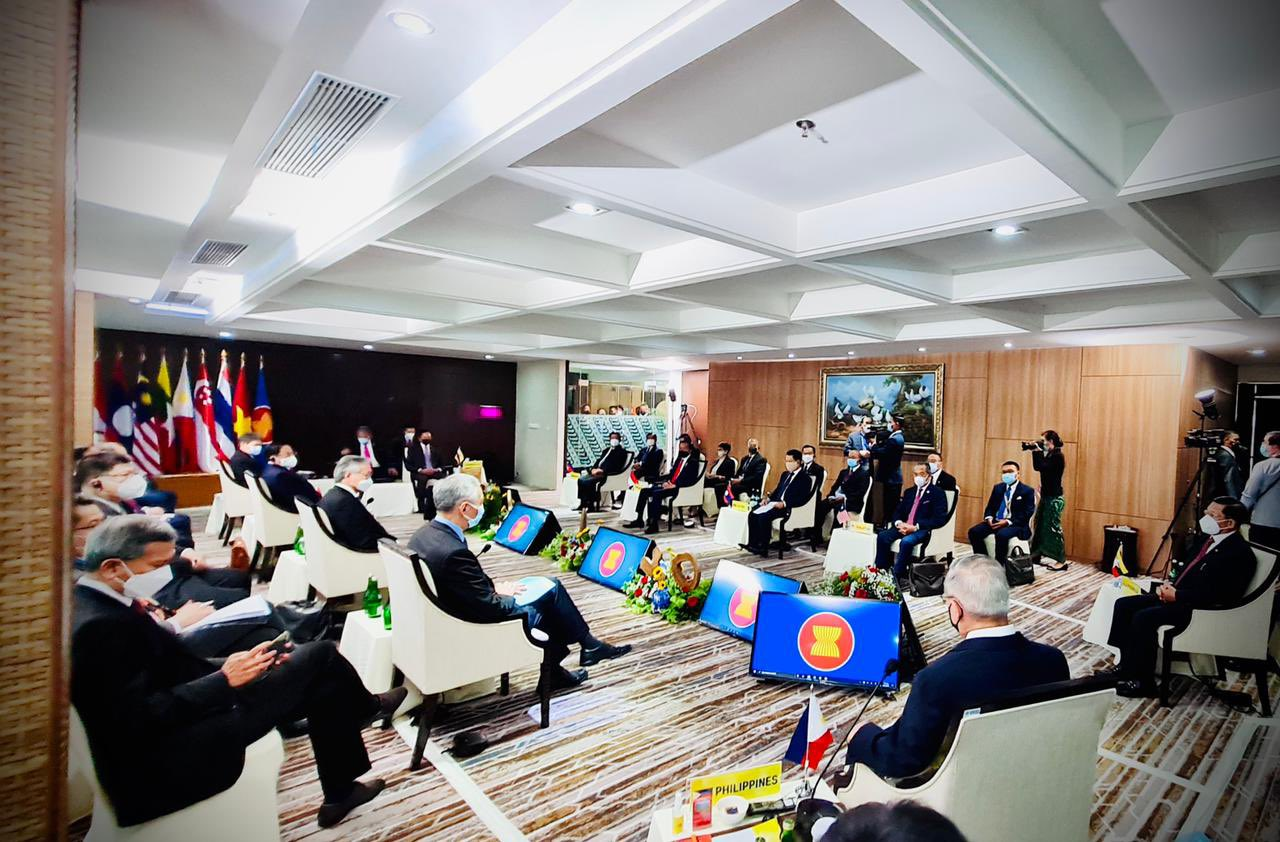
2021年4月，東盟成員在雅加達舉行特別會議，商討緬甸在軍事政變後的政局，緬甸國防軍總司令敏昂來（圖右）亦有出席

2022年1月31日，美國、英國與加拿大宣布對緬甸軍政府司法官員實施聯合制裁。

#### 联合国
联合国秘书长安东尼奥·古特雷斯强烈谴责缅甸军方拘留缅甸高级政治领导人和政府官员，包括国务资政昂山素季和总统溫敏。安东尼奥·古特雷斯发表的声明对缅甸宣布将所有立法、行政和司法权力移交给军队表示「严重关切」，声明说：「这些事态发展严重打击了缅甸的民主改革。」联合国大会主席沃爾坎·博茲科爾也对缅甸局势表示关切，他在推文中说，「破坏民主和法治的企图是不可接受的」，他呼吁「立即释放」被拘留的政治领导人。
為了回應緬甸的軍事政變，聯合國安全理事會舉行緊急會議，譴責緬甸軍方發動政變，要求軍方釋放被羈押的人士，及尋求讓緬甸回歸民主的解決方法。但最終安理會沒有發佈聯合聲明，原因是安理會15個成員國中，作為常任理事國的中華人民共和國和俄羅斯聯邦的代表要求將草案轉交各自的政府審核。中國和俄罗斯作為安理會常任理事國，擁有否決權，並拒絕支持該聲明；而印度和越南兩個非常任理事國也對聲明“有所保留”。
2月12日，联合国人权理事会并通过一项决议，內容為谴责缅甸军方、释放昂山素季、不得对示威者使用暴力、尊重缅甸人民的意愿等。
3月11日，聯合國安理會首次表態，發出聲明「強烈譴責使用暴力對付包括婦女、年輕人、孩童在內的和平抗議者」、「深度關切被限制的醫護、公民社會、工會成員、記者和媒體工作者，要求立即釋放昂山素季和总统温敏等被任意拘留者」、「安理會要求緬甸軍方極度克制，同時強調，安理會正密切關注局勢。」
3月20日，联合国驻缅人道救援事务最高指导人科克伍德表示，缅甸人民期望联合国安全理事会采取更实质的行动，以制裁、派遣维和部队的形式，介入处理缅甸如今所面临的危机。科克伍德透露联合国秘书长古特瑞斯及其他联合国官员，一致认为缅甸最需要的，是安理会成员国做出集体行动。安理会日前已发布声明，谴责缅甸军政府的所做所为，但并未决议制裁缅甸军政府，或出动维和部队。《美聯社》则指出，安理会若想制裁缅甸，便须获得中国支持，但中国一向自视为缅甸之友，并且在政策上反对制裁缅甸。
3月28日，在缅甸军方发动暴力镇压导致114人死亡后，欧盟驻缅甸代表团将该日形容为「恐怖和耻辱之日」。联合国特别报告员汤姆·安德鲁斯（Tom Andrews）呼吁世界各国应立刻采取行动，切断缅甸的石油和天然气收入等资金以及武器的来源使用。
4月1日，联合国安理会发布一份声明，对缅甸数百名平民的死亡表示“强烈谴责”。
6月18日，联合国大会通过决议，谴责缅甸政变，呼吁所有聯合國成员国防止武器流入緬甸，同时要求缅甸军方尊重2020年11月的大选结果，释放昂山素季等人。
2023年5月17日，聯合國缅甸人权状况特别报告员發表報告，呼籲全面禁止向緬甸軍方出售或轉讓武器，以及請求各國政府執行現有禁令，同時協調對軍火商和外匯來源的制裁。報告員及報告指俄羅斯和中國仍是緬甸軍方先進武器系統的主要供應商，自政變以來分別佔4億美元和2.6億美元，其中大部分貿易來自國有實體；而從2021年2月到2022年12月，新加坡數十家實體向緬甸軍方運送價值2.54億美元的物資；泰國實體也向緬甸軍方轉讓2800萬美元的武器；總部位於印度的實體也已向軍方提供了價值5100萬美元的武器和相關材料。人權高級專員辦事處表示，有關專家論文是迄今為止對政變後向軍方轉讓武器的最詳細研究。

#### 东南亚国家联盟
2021年10月16日，東盟宣布將不會邀請緬甸國防軍總司令敏昂萊出席10月26日至28日舉行的峰會。

#### 
澳大利亚表示对缅局势“深表关切”，支持缅甸2020年11月的选举结果，并“强烈支持”缅甸和平重新召开国民议会，並呼籲釋放被拘留的官員。

#### 美国
白宫发言人珍·帕萨基发布声明称：「缅甸军方采取的行动破坏该国的民主过渡，包括对国务资政昂山素姬和缅甸其他文职人员的逮捕，令美国感到震惊。我们继续重申对缅甸民主体制的大力支持，并与我们的区域伙伴协调，敦促缅甸军方和其他各方遵守民主规范和法治，并释放被拘留的人。」同时声明警告：「美国反对任何企图改变近期选举结果或阻碍缅甸民主过渡的企图。如果这些步骤不能逆转，美国将对那些负有责任者采取行动。」。2月2日，美国政府认定缅甸發生軍事政变，並将暂停部分对缅甸的援助以及制裁緬甸軍事將領。2月10日，美國總統拜登宣佈正式制裁緬甸軍方，措施包括限制缅甸军方高层接触缅甸政府在美资金，制裁涉及策划发动政变的缅甸军方领导。2月22日，美国财政部宣布对两名缅甸军方官员实施制裁。3月4日，国务院发言人普莱斯表示对军方实施的暴力感到震惊，并表示华盛顿已与北京就缅甸局势进行沟通，希望对方能在当前情势下出任建设性角色。同日美国宣布将缅甸内政部、国防部以及国防部所辖和管理的两个商业实体列入美国主体黑名单。3月12日，美國國土安全部宣布因应缅甸政变而无法回国的缅甸公民授予「临时保护身份」（TPK），以延长滞留在美国的缅甸公民居留期限，并赋予缅甸公民在美国临时工作证。3月29日，美国贸易代表戴琪宣布，美国贸易代表办公室（USTR）将暂停2013年《贸易和投资框架协议》（TIFA）下美国与缅甸的所有贸易往来。4月8日，美国财政部表示，将冻结缅甸宝石公司所有资产，并禁止任何實體与该公司进行任何交易。

#### 法國
呼吁缅甸军方领导人尊重去年11月的选举结果，称法方正密切关注缅甸发生的事件，并与“尤其是在联合国”的伙伴讨论相关应对措施。

#### 马来西亚
马来西亚外交部发表声明“敦促緬甸各方遵守法治、通過和平對話與合法機制解決選舉爭端”，並重申“對緬甸民主過渡、和平進程及具包容性的經濟發展”的强烈支持。

#### 新加坡
新加坡外交部嚴重關切緬甸的局勢發展，並正在密切監視局勢，希望有關各方保持克制與對話，並致力實現“積極與和平”的結果。该部也促请留在缅甸的新加坡人保持警惕，同时应关注当地新闻，听取当地官方指示。总理李显龙则在3月2日接受英国广播公司专访时敦促缅甸军方释放被羁押者，并开启和平谈判。他也在专访中表示包括制裁在内的外部措施对当前事态都只能发挥有限影响。

#### 俄羅斯
俄罗斯表示“莫斯科正密切关注缅甸的事态，并分析局势”。3月26日，俄罗斯副国防部长亚历山大·富民出席缅甸军人节，希望加强与缅甸的军事联系，获得缅甸武装部队参谋长闵昂·拉欣（Min Aung Hlaing）颁发勋章，并称俄罗斯为缅甸「真正的朋友」。俄罗斯塔斯社也声明，缅甸是俄罗斯在亚洲的可靠盟友和战略伙伴，引起国际与缅甸公民的谴责。

#### 中华人民共和国
中华人民共和国外交部發言人汪文斌表示“注意到缅甸发生政治變革的事情，正在进一步了解情况。中国是缅甸的友好邻邦，我们希望缅甸各方在宪法和法律框架下妥善处理分歧，维护政治和社会稳定”。且中华人民共和国驻缅甸大使馆紧急提醒在缅中国公民做好安全防范。另中国驻缅大使馆否認中方幫助緬甸建造防火長城的传言。此外另一位中華人民共和国外交部发言人华春莹否認中国在背后支持缅甸军事政变。
外交部長王毅表示，「真诚希望缅甸各党各派从国家和民族长远利益出发，尽快启动对话协商，在宪法和法律框架下弥合分歧，持续推进得来不易的民主转型进程。我们都严重关注缅甸国内发生的暴力流血事态，呼吁各方务必保持克制，避免局势激化失控。我们都认为，国际社会应在坚持不干涉内政这一国际关系基本准则前提下，为缅国内政治和解营造良好环境，而不是越俎代庖、任意施压。中方坚定支持东盟继续采用“东盟方式”劝和促谈，支持尽快召开东盟领导人特别会议斡旋调停。」

#### 中華民國
中華民國外交部發言人歐江安表示，外交部與駐緬甸代表處正透過相關管道密切掌握緬甸政局發展；外交部對於緬甸政治情勢的急遽變化表達關切，並呼籲緬甸政治領袖務必要發揮政治智慧，透過和平、對話方式解決相關爭端，以緩和目前的緊張情勢。另指出，台灣在緬甸的台商與僑民人身安全，暫時未受政局動盪影響。4月9日，立法院通過朝野黨團共同決議，表態支持國際社會為恢復緬甸民主的相關行動，呼籲緬甸軍方勿以武力攻擊和平示威民眾，同時要求政府應提供在緬台商必要協助，並視個案放寬滯台緬人停居留期限。

#### 日本
日本表示正在观察局势，目前没有计划将日本国民从缅甸撤离。并呼吁释放昂山素季，并敦促缅甸“国家军队迅速恢复民主政治制度”。同時日本北海道大學暂扣缅甸一枚卫星。理由是擔心衛星被用於軍事目的。

#### 印度
印度外交部表示对缅甸的局势深切担忧，指出缅甸军方“必须尊重法治和民主进程”。

#### 瑞典
瑞典外交大臣安·林德在推特上谴责缅甸政变，呼吁缅甸军方“尊重法治”和选举结果，并呼吁“立即无条件”释放所有被捕的文职领导人。

#### 欧盟
歐洲理事會主席夏爾·米歇爾“强烈”谴责缅甸的政变，他在Twitter上呼吁“立即释放”被捕者，呼吁缅甸军方尊重选举结果。3月22日，歐盟宣布凍結敏昂萊的資產以及對其發出旅遊禁令，並制裁緬甸其他9名高級軍官及緬甸選舉委員會主委。

#### 英国
英國首相鲍里斯·约翰逊谴责缅甸政变，要求释放包括昂山素季在内的文职领导人。他在推特上说“人民的投票必须受到尊重”。此外英国外交部還将对緬甸国防部长、内政部部长和副部长實施制裁。

#### 
孟加拉国外交部长阿卜杜勒·穆明表示，作为关系密切的友好邻邦，孟加拉国将持续关注缅甸局势，希望缅甸能维持和平与稳定，并持续推进民主进程。他也提到当前的缅甸局势不一定会打断该国遣返非法偷渡的上万罗兴亚难民的计划。

#### 大韓民國
大韩民国总统文在寅强调，应立即制止针对缅甸人民的暴力行为，不应再有任何人类牺牲。他谴责对缅甸军队和警察的暴力镇压，并强烈敦促立即释放包括国家顾问昂山蘇姬在内的被拘留人员，并表示衷心希望尽快恢复民主与和平。

#### 新西兰
新西兰总理杰辛达·阿德恩表示，新西蘭將暂停与缅甸军方高层的政治、军事往来，并禁止缅甸军方领导人进入新西兰。

#### 加拿大
加拿大外交部长宣佈將制裁9名缅甸军方官员。

#### 德国
德國於3月1日譴責緬甸鎮壓示威者，要求緬甸停止鎮壓並傳召緬甸駐德國大使以示抗議。

## 軼聞
在缅甸发生政变的时候，有一位缅甸的网友当时在缅甸议会不远处的圆坛前录制健美操。因此无意中拍下了缅甸军方的车辆开向缅甸议会的镜头。该片段在2021年2月1日在Facebook等社交媒体上发布后，引起了巨大的热议。

## 其他评价
美国《纽约时报》评论认为，这场政变标志着昂山素季自执政以来，即使已作出她自称所谓“由活动家向政治人物的转型”，她寻求与军方之间建立稳定平衡的尝试却最终还是彻底失败。但是，对于多数缅甸人而言，她始终是他们心目中国家正义的象征。

### 引用
1. ↑  . AAPP. 2022-01-03  [2022-01-03]. （原始内容存档于2021-06-28） （英语）.
2. 1 2 3  Beech, Hannah. . 纽约时报. 2021-01-31  [2021-01-31]. ISSN 0362-4331. （原始内容存档于2021-01-31）.
3. ↑  Nisid Hajari. . Bloomberg. 2017-09-12  [2021-02-01]. （原始内容存档于2020-10-16） （英语）.
4. ↑  hermesauto. . The Straits Times. 2021-01-26  [2021-02-01]. （原始内容存档于2021-01-29） （英语）.
5. ↑  . The Irrawaddy. 2021-01-28  [2021-02-01]. （原始内容存档于2021-01-30） （美国英语）.
6. 1 2  RFI. . 法国广播电视台. 2021-02-01  [2021-02-01]. （原始内容存档于2021-02-01） （中文（简体））.
7. ↑  . 联合国新闻. 2021-01-28  [2021-02-01]. （原始内容存档于2021-01-28） （中文（简体））.
8. ↑  . 联合早报. 2021-02-01  [2021-02-06]. （原始内容存档于2021-05-06）.
9. ↑  World, Republic. . Republic World.   [2021-02-01]. （原始内容存档于2021-02-01） （英语）.
10. ↑  中央通讯社. . 中央通讯社. 2021-02-01  [2021-02-01]. （原始内容存档于2021-02-01） （中文（繁體））.
11. ↑  Foundation, Thomson Reuters. . news.trust.org.   [2021-02-01]. （原始内容存档于2021-02-01）.
12. ↑  . NetBlocks. 2021-01-31  [2021-02-01]. （原始内容存档于2021-02-01） （美国英语）.
13. ↑  . 英國廣播公司新聞. 2021-02-01  [2021-02-01]. （原始内容存档于2021-01-31）.
14. ↑  澎湃新闻. . 搜狐新闻. 2021-02-01  [2021-02-01]. （原始内容存档于2021-02-01） （中文（简体））.
15. ↑  . Myanmar NOW.   [2021-02-01]. （原始内容存档于2021-02-01） （英语）.
16. ↑  新华网. . 新华网 (新华社). 2021-02-01  [2021-02-01]. （原始内容存档于2021-02-01） （中文（简体））.
17. ↑  中国新闻网. . 搜狐新闻. 2021-02-01  [2021-02-01]. （原始内容存档于2021-02-01） （中文（简体））.
18. ↑  环球时报. . 新浪微博. 2021-02-01  [2021-02-01]. （原始内容存档于2021-02-01） （中文（简体））.
19. ↑  宏亮，张东强. . 新華網. 2021-02-01  [2021-02-01]. （原始内容存档于2021-02-01） （中文（简体））.
20. ↑  Tatsuya Sato，Ari Hirayama. . The Asahi Shimbun. 2021-02-04  [2021-02-05]. （原始内容存档于2021-02-04） （英语）.
21. ↑  . The Irrawaddy. 2021-02-01  [2021-02-01]. （原始内容存档于2021-02-01） （美国英语）.
22. ↑  何路曼. . 中国新闻网 (中新社). 2021-02-02  [2021-02-05]. （原始内容存档于2021-06-28） （中文（简体））.
23. ↑  黄佐春，刘亮. . 央视新闻. 2021-02-02  [2021-02-05]. （原始内容存档于2021-05-06） （中文（简体））.
24. ↑  ပြည်ထောင်စုသမ္မတမြန်မာနိုင်ငံတော်၏တပ်မတော်ကာကွယ်ရေး ဦး စီးချုပ်ရုံး. . Tatmadaw Information Team. ပြည်ထောင်စုသမ္မတမြန်မာနိုင်ငံတော်၏တပ်မတော်ကာကွယ်ရေး ဦး စီးချုပ်ရုံး. 2021-02-02  [2021-02-02]. （原始内容存档于2021-02-03） （缅甸语）.
25. ↑  The Myanmar Times. . The Myanmar Times. The Myanmar Times. 2021-02-02  [2021-02-05]. （原始内容存档于2021-02-03） （英语）.
26. ↑  张武，查睿，曹立媛，新华社. . 新浪财经 (新浪网). 2021-02-03  [2021-02-05]. （原始内容存档于2021-06-28） （中文（简体））.
27. ↑  张筠青，李鱼. . 德国之声中文网 (德国之声). 2021-02-03  [2021-02-05]. （原始内容存档于2021-06-28） （中文（简体））.
28. ↑  高佳义. . 央视新闻 (央视网). 2021-02-05  [2021-02-09]. （原始内容存档于2021-05-06） （中文（简体））.
29. ↑  美国之音中文网. . 美国之音中国网 (美国之音). 2021-02-07  [2021-02-09]. （原始内容存档于2021-05-06） （中文（简体））.
30. ↑  桐瑶（环球时报）. . 网易新闻 (网易网). 2021-02-09  [2021-02-10]. （原始内容存档于2021-05-06） （中文（简体））.
31. ↑  法广. . RFI (法国广播电视台). 2021-02-09  [2021-02-12]. （原始内容存档于2021-05-06） （中文（简体））.
32. ↑  .   [2021-02-24]. （原始内容存档于2021-04-03）.
33. ↑  .   [2021-02-26]. （原始内容存档于2021-05-06）.
34. ↑  .   [2021-03-04]. （原始内容存档于2021-05-06）.
35. 1 2  张佳莹. . 联合早报. 2021-03-04  [2021-03-04]. （原始内容存档于2021-05-06）.
36. 1 2  . Reuters. 2021-03-04  [2021-03-04]. （原始内容存档于2021-05-06） （英语）.
37. ↑  .   [2021-03-08]. （原始内容存档于2021-06-06）.
38. ↑  . 法国广播电视台. 2021-03-13  [2021-03-13]. （原始内容存档于2021-05-06） （中文（简体））.
39. ↑  .   [2021-04-08]. （原始内容存档于2021-05-06）.
40. ↑  .   [2021-04-08]. （原始内容存档于2021-05-06）.
41. ↑  .   [2021-04-10]. （原始内容存档于2021-05-06）.
42. ↑  高孟阳. 汤沛 , 编. .   [2021-05-30]. （原始内容存档于2021-06-02） （中文（简体））.
43. ↑  刘, 笑冬 (编). . 新华社. 2021-04-24  [2021-04-24]. （原始内容存档于2021-05-01） （中文（简体））.
44. ↑  . 百度百家号. 2021-07-27  [2021-08-01]. （原始内容存档于2021-08-01） （中文）.
45. 1 2  . Reuters. 2021-08-01  [2021-08-01]. （原始内容存档于2021-08-01） （英语）.
46. 1 2  新华社客户端. . 百度百家号. 2021-08-01  [2021-08-01]. （原始内容存档于2021-10-03） （中文）.
47. ↑  .   [2023-02-02]. （原始内容存档于2023-03-22）.
48. ↑  . 中央廣播電臺. 2024-07-31  [2024-08-01]. （原始内容存档于2024-09-02）.
49. ↑  . Global New Light Of Myanmar. 2025-03-08  [2025-03-08] （美国英语）.
50. ↑  . Reuters. 2025-03-08.
51. 1 2  .   [2021-03-19]. （原始内容存档于2021-04-10） （中文（中国大陆））.
52. ↑  . TechCrunch.   [2021-02-06]. （原始内容存档于2021-06-28） （美国英语）.
53. ↑  hermesauto. . The Straits Times. 2021-02-04  [2021-02-06]. （原始内容存档于2021-05-06） （英语）.
54. ↑  . CNA.   [2021-02-06]. （原始内容存档于2021-05-06） （英语）.
55. ↑  王世纯. . 观察者网 (观察者网). 2021-02-07  [2021-02-09]. （原始内容存档于2021-05-06） （中文（简体））.
56. 1 2  安静 (综合报导). . 德国之声中文网 (德国之声). 2021-02-06  [2021-02-09]. （原始内容存档于2021-06-04） （中文（简体））.
57. ↑  NetBlocks. . NetBlocks. 2021-02-06  [2021-02-09]. （原始内容存档于2021-02-01） （英语）.
58. ↑  BBC News. . BBC News 中文网 (BBC). 2021-02-07  [2021-02-09]. （原始内容存档于2021-05-06） （中文（简体））.
59. ↑  TelenorGroup. . TelenorGroup. 2021-02-06  [2021-02-09]. （原始内容存档于2021-05-06） （英语）.
60. ↑  . TechCrunch.   [2021-02-06] （美国英语）.[]
61. ↑  UK in Myanmar. . Twitter. 2021-02-06  [2021-02-09]. （原始内容存档于2021-05-06） （英国英语）.
62. ↑  U.S. Embassy Burma. . Twitter. 2021-02-06  [2021-02-09]. （原始内容存档于2021-05-06） （美国英语）.
63. ↑  Masayuki Yuda. . Nikkei Asia. 2021-02-06  [2021-02-06]. （原始内容存档于2021-06-06） （英国英语）.
64. ↑  . 美国之音中文网 (美国之音). 2021-02-07  [2021-02-12]. （原始内容存档于2021-05-06） （中文（简体））.
65. ↑  . 法国广播电视台. 2021-02-14  [2021-02-14]. （原始内容存档于2021-05-06） （中文（简体））.
66. ↑  . 法国广播电视台. 2021-02-18  [2021-02-18]. （原始内容存档于2021-05-06） （中文（简体））.
67. ↑  . Pars Today. 2021-02-20  [2021-02-28]. （原始内容存档于2021-02-20） （中文（中国大陆））.
68. ↑  .   [2021-02-21]. （原始内容存档于2021-05-06）.
69. 1 2 3 4 5  .   [2021-03-19]. （原始内容存档于2021-04-10） （中文（中国大陆））.
70. ↑  .   [2021-06-28]. （原始内容存档于2021-05-06）.
71. ↑  .   [2021-03-19]. （原始内容存档于2021-04-11）.
72. ↑  . Telenor Group.   [2021-03-19]. （原始内容存档于2021-02-15） （英语）.
73. ↑  . Twitter.   [2021-03-19]. （原始内容存档于2021-05-13） （中文）. 外部链接存在于|title= (帮助)
74. ↑  . Twitter.   [2021-03-19]. （原始内容存档于2021-05-06） （中文）. 外部链接存在于|title= (帮助)
75. ↑  . Twitter.   [2021-03-19]. （原始内容存档于2021-05-06） （中文）. 外部链接存在于|title= (帮助)
76. ↑  .   [2021-04-02]. （原始内容存档于2021-05-06）.
77. ↑  Reuters Staff. . Reuters (Reuters). 2021-02-01  [2021-02-02]. （原始内容存档于2021-06-28） （英语）.
78. ↑  Bangkok Post and agencies. . Bangkok Post. 2021-02-01  [2021-02-05]. （原始内容存档于2021-06-28） （英语）.
79. ↑  Reuters Staff. . Reuters (Reuters). 2021-02-02  [2021-02-02]. （原始内容存档于2021-06-28） （英语）.
80. ↑  Khine Lin Kyaw. . Bloomberg. 2021-03-01  [2021-03-01]. （原始内容存档于2021-03-01） （英语）.
81. ↑  尼古拉. . 法国广播电视台. 2021-02-05  [2021-02-05]. （原始内容存档于2021-06-28） （中文（简体））.
82. ↑  陈慧璋. . 联合早报. 2021-02-03  [2021-02-06]. （原始内容存档于2021-05-06）.
83. ↑  . 南华早报. 2021-02-06  [2021-02-06]. （原始内容存档于2021-05-06） （英语）.
84. ↑  . The Irrawaddy. 2021-02-05  [2021-02-06]. （原始内容存档于2021-02-06） （英语）.
85. 1 2  . 联合早报. 2021-02-05  [2021-02-06]. （原始内容存档于2021-05-06）.
86. 1 2  . 联合早报. 2021-02-05  [2021-02-06]. （原始内容存档于2021-05-06）.
87. ↑  歐敬洛. . 香港01. 2021-02-04  [2021-02-05]. （原始内容存档于2021-05-06） （中文（繁體））.
88. ↑  . Reuters. 2021-02-06  [2021-02-06]. （原始内容存档于2021-05-06） （英语）.
89. ↑  . AFPBB. 2021-02-06  [2021-02-06]. （原始内容存档于2021-05-06） （日语）.
90. ↑  . Reuters. 2021-02-06  [2021-02-06]. （原始内容存档于2021-05-06） （英语）. In Myanmar’s second city of Mandalay, 30 people were arrested over pot-banging protests which have taken place for the last three nights.
91. ↑  陆文. . 财新网. 2021-02-08  [2021-02-09]. （原始内容存档于2021-05-06） （中文（简体））.
92. ↑  . 世界新闻网 (中央社). 2021-02-09  [2021-02-12]. （原始内容存档于2021-06-28） （中文）.
93. ↑  弗林. . RFI (法国国际广播电台). 2021-02-10  [2021-02-12]. （原始内容存档于2021-05-06） （中文（简体））.
94. 1 2  . BBC.   [2021-02-19]. （原始内容存档于2021-05-06）.
95. ↑  .   [2021-02-15]. （原始内容存档于2021-05-06）.
96. ↑  .   [2021-02-18]. （原始内容存档于2021-05-06）.
97. ↑  .   [2021-02-20]. （原始内容存档于2021-06-06）.
98. ↑  .   [2021-02-21]. （原始内容存档于2021-06-06）.
99. ↑  .   [2021-03-01]. （原始内容存档于2021-06-06）.
100. ↑  . Myanmar NOW.   [2021-03-04]. （原始内容存档于2021-06-06） （英语）.
101. ↑  . 中國報.   [2021-03-04]. （原始内容存档于2021-06-06） （美国英语）.
102. ↑  陈慧璋. . 联合早报. 2021-03-02  [2021-03-03]. （原始内容存档于2021-06-06）.
103. ↑  .   [2021-03-03]. （原始内容存档于2021-06-06）.
104. ↑  . AFPBB. 2021-03-04  [2021-03-04]. （原始内容存档于2021-06-06） （日语）.
105. ↑  . 法国广播电视台. 2021-03-13  [2021-03-13]. （原始内容存档于2021-05-06） （中文（简体））.
106. ↑  . 法国广播电视台. 2021-03-14  [2021-03-14]. （原始内容存档于2021-05-31） （中文（简体））.
107. ↑  . 法国广播电视台. 2021-03-14  [2021-03-14]. （原始内容存档于2021-06-06） （中文（简体））.
108. ↑  . 中國報 China Press.   [2021-03-15]. （原始内容存档于2021-06-06） （美国英语）.
109. ↑  .   [2021-03-15]. （原始内容存档于2021-06-06）.
110. ↑  .   [2021-03-15]. （原始内容存档于2021-05-05）.
111. ↑  环球网. . 环球网. 中国驻缅甸大使馆. 2021-03-15  [2021-03-15]. （原始内容存档于2021-03-15） （中文）.
112. ↑  .   [2021-03-15]. （原始内容存档于2021-06-06）.
113. ↑  . 法国广播电视台. 2021-03-22  [2021-03-22]. （原始内容存档于2021-05-05） （中文（简体））.
114. ↑  .   [2022-07-25]. （原始内容存档于2022-07-25） （中文）.
115. ↑  UN News. . UN News. 2021-02-01  [2021-02-01]. （原始内容存档于2022-01-16） （英语）.
116. ↑  Gulf Today. . Gulf Today (Gulf Today). 2021-02-03  [2021-02-03]. （原始内容存档于2021-02-03） （英语）.
117. ↑  AFP; jt. . Channel News Asia. 2021-02-02  [2021-02-03]. （原始内容存档于2021-02-03） （英语）.
118. ↑  AL JAZEERA AND NEWS AGENCIES. . Al Jazeera. 2021-02-03  [2021-02-03]. （原始内容存档于2021-02-03） （英语）. The UN Security Council has failed to agree on a joint statement condemning Monday’s coup in Myanmar, after a two hour long emergency meeting failed to secure the support of China, a key Myanmar ally and a veto-holding permanent member of the council.
119. ↑  AP News. . Euronews. 2021-02-03  [2021-02-03]. （原始内容存档于2021-02-03） （英语）.
120. ↑  . BBC News. 2021-02-03  [2021-02-03]. （原始内容存档于2021-02-03） （英语）.
121. ↑  . The Guardian. 2021-02-03  [2021-02-07]. （原始内容存档于2021-02-23）.
122. ↑  刘晓宇. . 央视网 (新华社). 2021-02-13  [2021-02-14]. （原始内容存档于2021-05-06） （中文（简体））.
123. ↑  . CNN.   [2021-03-11]. （原始内容存档于2021-06-06）.
124. ↑  . CNA.   [2021-03-11]. （原始内容存档于2021-06-06）.
125. ↑  . 聯合國. 2021年3月10日  [2021年3月12日]. （原始内容存档于2021年6月6日）.
126. ↑  介入緬甸危機？ 聯合國官員：緬甸人想見到維和部隊 （页面存档备份，存于）LIN 2021-03-20
127. ↑  【緬甸政變】促聯合國介入 緬民盼維和部隊進駐 （页面存档备份，存于）光明日報 2021-03-21
128. ↑  Staff; agencies. . The Guardian. 2021-03-28  [2021-03-28]. ISSN 0261-3077. （原始内容存档于2021-06-06） （英国英语）.
129. ↑  .   [2021-04-02]. （原始内容存档于2021-06-04）.
130. ↑  .   [2021-06-20]. （原始内容存档于2021-06-27）.
131. ↑  . news.un.org. 2023-05-17  [2023-05-18]. （原始内容存档于2023-05-26） （英语）.
132. ↑  .   [2021-10-17]. （原始内容存档于2022-01-05）.
133. ↑  齐倩. . 观察者网. 2021-02-01  [2021-02-01]. （原始内容存档于2021-02-01） （中文（简体））.
134. ↑  . Department of Foreign Affairs and Trade. 2021-02-01  [2021-02-06]. （原始内容存档于2021-02-01） （英语）.
135. ↑  The White House. . The White House. 2021-02-01  [2021-02-01]. （原始内容存档于2021-02-01） （美国英语）.
136. ↑  大公文汇全媒体. . 大公網. 2021-02-03  [2021-02-05]. （原始内容存档于2021-06-28） （中文（繁體））.
137. ↑  德国之声中文网. . 德国之声. 2021-02-03  [2021-02-03]. （原始内容存档于2021-02-03） （中文（简体））.
138. ↑  .   [2021-02-11]. （原始内容存档于2021-05-06）.
139. ↑  .   [2021-02-23]. （原始内容存档于2021-05-06）.
140. ↑  . 法国广播电视台. 2021-03-05  [2021-03-05]. （原始内容存档于2021-05-06） （中文（简体））.
141. ↑  . 光华网.   [2021-03-15]. （原始内容存档于2021-05-06） （美国英语）.
142. ↑  . CNA.   [2021-03-15]. （原始内容存档于2021-04-11） （英语）.
143. ↑  . 法国广播电视台. 2021-03-29  [2021-03-29]. （原始内容存档于2021-05-06） （中文（简体））.
144. ↑  . 法国广播电视台. 2021-04-08  [2021-04-08]. （原始内容存档于2021-05-06） （中文（简体））.
145. 1 2  赵挪亚. . 观察者网. 2021-02-01  [2021-02-01]. （原始内容存档于2021-02-01） （中文（简体））.
146. 1 2 3 4 5 6  古莉. . 法国广播电视台. 2021-02-01  [2021-02-01]. （原始内容存档于2021-02-01） （中文（简体））.
147. ↑  Bernard Cheah. . The Star (Malaysia). 2021-02-01  [2021-02-01]. （原始内容存档于2021-02-01） （英语）.
148. ↑  謝淳、王慧珊. . 香港01. 2021-02-01  [2021-02-02]. （原始内容存档于2021-06-28） （中文（香港））.
149. ↑  傅丽云. . 新加坡联合早报. 2021年2月1日  [2021年2月8日]. （原始内容存档于2021年5月6日） （中文）.
150. ↑  杨浚鑫. . 联合早报. 2021年3月2日  [2021年3月3日]. （原始内容存档于2021年6月28日）.
151. 1 2  . RadioFreeEurope/RadioLiberty.   [2021-03-28]. （原始内容存档于2021-05-08） （英语）.
152. ↑  REUTERS. . Daily Sabah. 2021-03-26  [2021-03-28]. （原始内容存档于2021-05-06） （美国英语）.
153. ↑  中华人民共和国外交部. . 中华人民共和国外交部. 2021-02-01  [2021-02-01]. （原始内容存档于2021-02-01） （中文（简体））.
154. ↑  中华人民共和国驻缅甸联邦共和国大使馆. . 中华人民共和国驻缅甸联邦共和国大使馆. 2021-02-01  [2021-02-01]. （原始内容存档于2021-02-01） （中文（简体））.
155. ↑  陈海. . 中华人民共和国驻缅甸联邦共和国大使馆. 2021-02-16  [2021-04-01]. （原始内容存档于2021-04-11） （中文（中国大陆））.
156. ↑  . 法国广播电视台. 2021-02-18  [2021-02-18]. （原始内容存档于2021-05-06） （中文（简体））.
157. ↑  .   [2021-04-02]. （原始内容存档于2021-05-01）.
158. ↑  呂伊萱. . 自由时报. 2021-02-01  [2021-02-05]. （原始内容存档于2021-05-06） （中文（繁體））.
159. ↑  崔慈悌. . 中时新闻网. 2021-02-01  [2021-02-05]. （原始内容存档于2021-05-06） （中文（繁體））.
160. ↑  林育瑄. . 中央社. 2021-04-09  [2021-04-09]. （原始内容存档于2021-05-06） （中文（繁體））.
161. ↑  潘万莉，卢芳楷. . 联合早报. 2021-02-01  [2021-02-01]. （原始内容存档于2021-02-01） （中文（简体））.
162. ↑  . 法国广播电视台. 2021-03-15  [2021-03-15]. （原始内容存档于2021-05-06） （中文（简体））.
163. ↑  Ann Linde. . Twitter. 2021-02-01  [2021-02-01]. （原始内容存档于2021-02-01） （英语）.
164. ↑  Charles Michel. . twitter. 2021-02-01  [2021-02-01]. （原始内容存档于2021-02-01） （英语）.
165. ↑  .   [2021-03-22]. （原始内容存档于2021-05-06）.
166. ↑  Boris Johnson. . twitter. 2021-02-01  [2021-02-01]. （原始内容存档于2021-02-01） （英语）.
167. 1 2  . 澎湃新聞.   [2021-02-19]. （原始内容存档于2021-05-06）.
168. ↑  . Dhaka Tribune (2A Media Limited.). 2021-02-01  [2021-02-02]. （原始内容存档于2021-02-01） （英语）.
169. ↑  . JTBC. 2021-02-06  [2021-02-07]. （原始内容存档于2021-05-06） （中文（简体））.
170. ↑  南博一. . 澎湃新闻. 2021-02-09  [2021-02-10]. （原始内容存档于2021-05-06） （中文（简体））.
171. ↑  弗林. . RFI (法國國際廣播電台). 2021-02-09  [2021-02-10]. （原始内容存档于2021-02-24） （中文（繁體））.
172. ↑  . 法国广播电视台. 2021-03-01  [2021-03-01]. （原始内容存档于2021-03-02） （中文（繁體））.
173. ↑  . 2021-02-01  [2021-02-02]. （原始内容存档于2021-02-01）.
174. ↑  Fisher, Max. . New York Times. 2021-02-02  [2021-02-06]. （原始内容存档于2021-06-06） （英语）.
175. ↑  . 联合早报. 2021-02-02  [2021-02-06]. （原始内容存档于2021-05-06）.
176. ↑  ZAW ZAW HTWE. . The Irrawady. 2020-11-17  [2021-02-06]. （原始内容存档于2021-06-06） （英语）.